# Willie McCovey
Willie Lee McCovey (Mobile, Alabama; 10 de enero de 1938-Stanford, California; 31 de octubre de 2018) apodado Strach, Mac o Willie Mac fue un beisbolista estadounidense que actuó como primera base en las Grandes Ligas de Béisbol. Jugó 19 temporadas para los San Francisco Giants y otras tres para los San Diego Padres y Oakland Athletics. Fue incluido en el Salón de la Fama en 1986.
Un temible bateador derecho y en el momento de su retiro en 1980, McCovey ocupaba el segundo lugar debajo de Babe Ruth en jonrones dados por bateadores derechos y séptimo en general. Para 2022 estaba colocado en el lugar N°20 en la lista general de jonroneros de todos los tiempos, empatado con Ted Williams y Frank Thomas. Participó en seis juegos de Estrellas, tres veces campeón jonronero, MPV y fue inducido en el Salón de la Fama del Beisbol en 1986 en su primer año de eligibilidad, siendo el 16° hombre en ser honrado en ese tiempo.
McCovey fue conocido como un bateador de línea, causando que algunos equipos emplearon cambios contra él. McCovey fue llamado el más terrorífico bateador de beisbol por el pitcher Bob Gibson por tener una similitud en su bateo con Reggie Jackson.
Fue uno de los bateadores de fuerza más peligrosos de su época, el poderoso swing de McCovey generó 521 cuadrangulares, 231 de los cuales fueron en el Candlestick Park, la mayor cantidad producida en ese parque por cualquier jugador, incluido uno el 16 de septiembre de 1966 identificado como el mayor de la historia en ese estadio.

## Carrera en Grandes Ligas

### San Francisco Giants
En su debut en Grandes Ligas el 30 de julio de 1959, McCovey bateó de 4-4 frente al integrante del Salón de la Fama Robin Roberts, incluido dos triples. Esa temporada promedió para .354, ganando el Premio al Novato del Año, a pesar de jugar solo 52 partidos. En esa temporada logró una racha de 22 juegos consecutivos conectando de hit, imponiendo una marca para novatos de los San Francisco Giants que aún permanece, solamente a cuatro de la marca del equipo de todos los tiempos.
Tres años más tarde, ayudó a los Giants a llegar a la Serie Mundial de 1962 frente a los New York Yankees. Posiblemente el momento más recordado de McCovey en las Mayores fue el final del noveno inning del séptimo juego de la serie, con los Giants perdiendo por 1-0 y corredores en segunda (Willie Mays) y tercera (Matty Alou). McCovey conectó una fuerte line en dirección al segunda base de los Yankees Bobby Richardson, terminando la serie con la victoria de los New York Yankees. Ese fue el momento donde McCovey estuvo más cerca de ganar una Serie Mundial.
McCovey pasó varias temporadas en el corazón de la tanda ofensiva de los Giants, su mejor temporada fue la de 1969 (45 cuadrangulares, 126 carreras impulsadas y .320 de average), siendo seleccionado como MVP de la Liga Nacional.

### San Diego Padres y Oakland Athletics
En 1974, McCovey fue traspasado junto con Bernie Williams de los Giants a los San Diego Padres por Mike Caldwell el 25 de octubre de 1973. Problemas con la artritis de sus rodillas por dos temporadas, con 35 años de edad, McCovey fue un crítico del mánager Charlie Fox por quitarlo de la primera base en favor de Gary Thomasson. Los Giants habían estado negociando jugadores de alto precio y dieron a McCovey escoger su destino. McCovey jugó 128 partidos en 1974 y 122 juegos en 1975. Dio 22 jonrones en 1974 y 23 en 1975.
En 1976, McCovey luchó y perdió su puesto en la primera base ante Mike Ivie. Bateó .203 con 7 jonrones en 71 juegos. Cerca del final de la temporada de 1976 pasó a los Oakland Athletics quienes compraron su contrato a los Padres, pero solamente jugó 11 partidos para los Oakland.

### Regreso a San Francisco
McCovey regresó a los Giants en 1977 sin un contrato garantizado, pero había ganado un puesto en el equipo. Con Frank Robinson y Hank Aaron retirados a fines de la temporada de 1976 con 586 y 755 jonrones respectivamente, McCovey inició la temporada de 1977 como el líder de jonrones con 465. Ese año, el 27 de junio en un juego contra Cincinnati Reds, fue el primer jugador en dar dos jonrones en un inning dos veces en su carrera (la primera fue en 12 de abril de 1973) una hazaña realizada por Andrew Dawson, Jeff King, Alex Rodríguez y Edwin Encarnación. Uno fue un grand slam siendo el primer bateador de la Liga Nacional en darlo en 17 ocasiones. A los 39 años dio 28 jonrones y 86 carreras producidas y fue nombrado El regreso del año.
El 30 de junio de 1978, en el Fulton County Stadium de Atlanta, Georgia, McCovey dio su jonron 500 y dos años después el 3 de mayo de 1980, en Olympic Stadium en Montreal, Canadá dio su jonron 521 ante Scott Sanderson de los Montreal Expos. Esta jonron le dio la distinción solo con Ted Williams (con quién empató en jonrones), Rickey Henderson y Omar Vizquel de dar jonrones en 4 diferentes décadas: 1950's, 60's, 70's y 80's. McCovey es uno de entre 29 jugadores en la historia del beisbol en aparecer en juegos de las Ligas Mayores en cuatro décadas.
En su carrera de 22 años, McCovey promedió para .270, con 521 cuadrangulares, 1555 carreras impulsadas, 1229 anotadas, 2211 hits, 353 dobles, 46 triples y .515 de slugging. Tambipen bateó 19 grand slams en su carrera y asistió seis veces a los Juegos de Estrellas.

## Reconocimientos
McCovey ingresó en al Salón de la Fama en 1986, fue su primer año de elegibilidad y su nombre apareció en 346 de las 425 boletas (81.4%). En 1975 los San Francisco Giants retiraron el número 44 de su uniforme en honor a McCovey. En 1999, “The Sporting News” lo ubicó en el puesto 56 de la lista de los 100 mejores jugadores de béisbol de la historia (100 Greatest Baseball Players) y fue nominado como finalista para el Juego de la Centuria de las Grandes Ligas (Major League Baseball All-Century Team). Desde 1980, los Giants entregan el Premio Willie Mac para honrar su espíritu y liderazgo.